# Jerry Given
Jerry Given (geb. Dordrecht) is een Nederlandse zanger, DJ en horeca-exploitant. 
Given zingt vooral in het Engels. Hij heeft samengewerkt met onder anderen Johnny Logan, Brian McFadden, Shane Filan en Floortje Smit.
Met zijn album Speak up behaalde hij dubbel goud en platina (meer dan 115.000 verkochte exemplaren).